# Camp Douglas (Wisconsin)
Camp Douglas ist eine Gemeinde (mit dem Status „Village“) im Juneau County im US-amerikanischen Bundesstaat Wisconsin. Im Jahr 2010 hatte Camp Douglas 601 Einwohner.
In einer Entfernung von rund einem Kilometer von der nördlichen Ortsgrenze befindet sich mit der Volk Field Air National Guard Base sowohl eine Basis der Air National Guard als auch der Army National Guard von Wisconsin.

## Geografie
Camp Douglas liegt im südwestlichen Zentrum Wisconsins auf 43°55′21″ nördlicher Breite und 90°16′17″ westlicher Länge. Das Gemeindegebiet erstreckt sich über eine Fläche von 2,62 km² und wird vollständig von der Town of Orange umschlossen, ohne dieser anzugehören.
Nachbarorte von Camp Douglas sind Necedah (28 km nordöstlich), New Lisbon (10,4 km südöstlich), Hustler (6 km südlich), Oakdale (9,9 km nordwestlich) und Wyeville (19,4 km in der gleichen Richtung).
Die nächstgelegenen größeren Städte sind Green Bay am Michigansee (240 km ostnordöstlich), Wisconsins größte Stadt Milwaukee (242 km ostsüdöstlich), Wisconsins Hauptstadt Madison (139 km südwestlich), La Crosse am Mississippi (89,5 km westlich) und Eau Claire (163 km nordwestlich).

## Verkehr
Die Interstate Highways 90 und 94 verlaufen auf einem gemeinsamen Streckenabschnitt entlang der nordöstlichen Ortsgrenze. Der U.S. Highway 12 und der Wisconsin State Highway 16 verlaufen auf einem gemeinsamen Streckenabschnitt als Hauptstraße durch das Zentrum von Camp Douglas. Alle weiteren Straßen sind untergeordnete Landstraßen, teils unbefestigte Fahrwege sowie innerörtliche Verbindungsstraßen.
Im Stadtgebiet treffen für den Frachtverkehr zwei Eisenbahnstrecken der Canadian Pacific Railway (CPR) und der Union Pacific Railroad (UP) zusammen.
Die nächsten Verkehrsflughäfen sind der La Crosse Regional Airport (86,8 km westlich), der Dane County Regional Airport in Madison (134 km südöstlich) und der Milwaukee Mitchell International Airport in Milwaukee (252 km ostsüdöstlich).

## Bevölkerung
Nach der Volkszählung im Jahr 2010 lebten in Camp Douglas 601 Menschen in 244 Haushalten. Die Bevölkerungsdichte betrug 229,4 Einwohner pro Quadratkilometer. In den 244 Haushalten lebten statistisch je 2,46 Personen. 
Ethnisch betrachtet setzte sich die Bevölkerung zusammen aus 97,5 Prozent Weißen, 0,5 Prozent Afroamerikanern, 0,2 Prozent amerikanischen Ureinwohnern, 0,3 Prozent Asiaten sowie 0,5 Prozent aus anderen ethnischen Gruppen; 1,0 Prozent stammten von zwei oder mehr Ethnien ab. Unabhängig von der ethnischen Zugehörigkeit waren 0,8 Prozent der Bevölkerung spanischer oder lateinamerikanischer Abstammung. 
27,1 Prozent der Bevölkerung waren unter 18 Jahre alt, 57,6 Prozent waren zwischen 18 und 64 und 15,3 Prozent waren 65 Jahre oder älter. 52,6 Prozent der Bevölkerung war weiblich.
Das mittlere jährliche Einkommen eines Haushalts lag bei 37.188 USD. Das Pro-Kopf-Einkommen betrug 21.581 USD. 9,3 Prozent der Einwohner lebten unterhalb der Armutsgrenze.